# Kashiba
Kashiba (香芝市?) è una città giapponese della prefettura di Nara. La città è stata fondata il 1º Ottobre 1991.
Nel 2017, la città ha stimato una popolazione di 79.023 abitanti con 30.557 famiglie con una densità di popolazione di 3300 persone per Km². Ha una superficie totale di 24,23 Km².

## Educazione
Kashiba ha 10 scuole elementari pubbliche, ognuno dei quali dispone di un asilo separato, tranne uno; Mami Nishi.

## Trasporto
Stazioni ferroviarie
- West Japan Railway Company
  - Linea Wakayama: Stazione di Shizumi - Stazione di Kashiba - Stazione di JR Goidō
- Ferrovie Kintetsu
  - Linea Osaka: Stazione di Sekiya - Stazione di Nijō - Stazione di Kintetsu Shimoda - Stazione di Goidō
  - Linea Kintetsu Minami-Ōsaka: Stazione di Nijōzan

Strade
- Autostrade
  - Autostrada Nishi-Meihan
- Japan National Route 165
- Japan National Route 168